# Смирнова Валентина Вікторівна
Валентина Вікторівна Сахончик-Смирнова (28 березня 1951, м. Березино, БРСР) — радянська трекова велогонщиця, срібна призерка чемпіонату світу, неодноразова чемпіонка СРСР, майстер спорту міжнародного класу.

## Біографія
Народилася 28 березня 1951 року в місті Березино Мінської області. Закінчила Білоруський державний інститут фізичної культури, виступала за мінське «Динамо».
У 1970 та 1971 роках Смирнова здобула золото на чемпіонаті СРСР в командній гонці переслідування, а у 1974 році зайняла перше місце на чемпіонаті СРСР вже в індивідуальній гонці переслідування. В цьому ж році спортсменка здобула срібло на чемпіонаті світу в індивідуальній гонці переслідування.
Після закінчення спортивної кар'єри працювала інструктором в Республіканському центрі олімпійської підготовки.

## Статистика
| Рік  | Змагання                                 | Місце проведення | Результат | Дисципліна                         |
| ---- | ---------------------------------------- | ---------------- | --------- | ---------------------------------- |
| 1974 | Чемпіонат світу з трекових велоперегонів | Мілан, Італія    | 2         | Індивідуальна гонка переслідування |